# Andrea Barlesi
Andrea Barlesi (ur. 15 czerwca 1991 roku w Paryżu) – belgijsko-włoski kierowca wyścigowy.

## Kariera
Barlesi rozpoczął karierę w międzynarodowych wyścigach samochodowych w 2009 roku od startów w Renault Clio Cup France, gdzie jednak nie zdobywał punktów. W późniejszych latach Belg pojawiał się także w stawce Formuły Le Mans, Sportscar Winter Series, 24-godzinnego wyścigu Le Mans, Blancpain Endurance Series, Le Mans Series, Intercontinental Le Mans Cup, American Le Mans Series, World Touring Car Championship, 12-godzinnego wyścigu Sebring, Francuskiego Pucharu Porsche Carrera oraz 24h Nürburgring.
W World Touring Car Championship Belg wystartował w sześciu wyścigach sezonu 2012 z hiszpańską ekipą SUNRED Engineering. Podczas pierwszego wyścigu w Maroku uplasował się na trzynastej pozycji, co było jego najlepszym wynikiem w sezonie.